# Follicule primaire

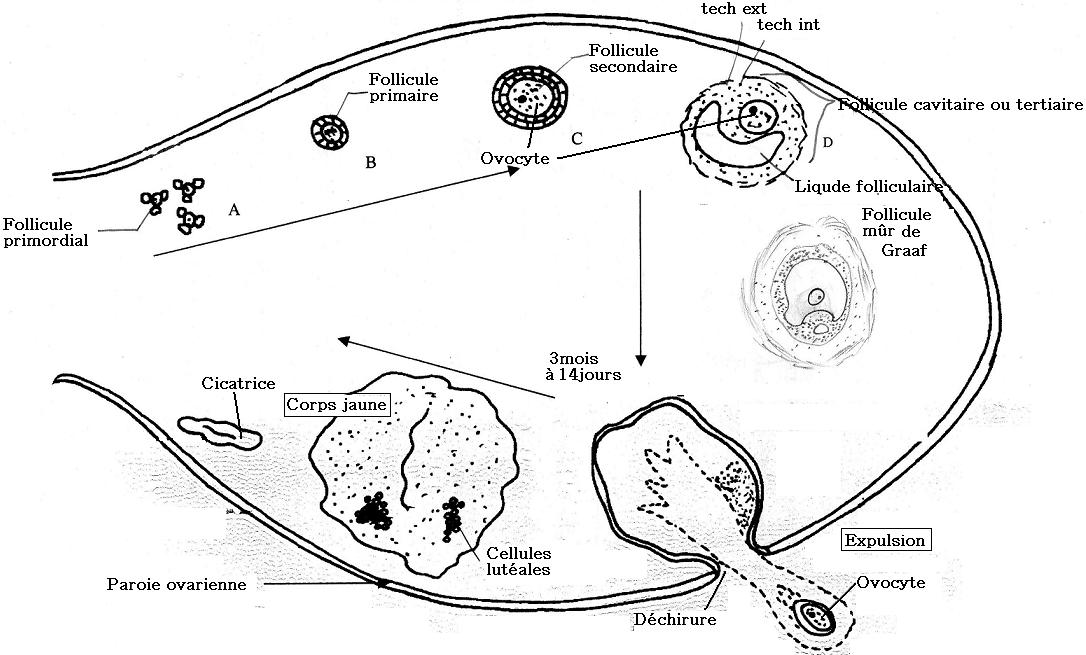
cliquez sur l'image pour avoir un schéma explicatif de l'évolution du follicule dans l'ovaire.

Le follicule primaire est le deuxième des quatre stades de développement du follicule ovarien.
Les quatre stades de développement du follicule ovarien sont : follicule primordial → follicule primaire → follicule secondaire → follicule tertiaire.

## Développement des ovocytes

### À la naissance
À la naissance, les ovocytes de premier ordre ont terminé la prophase de leur première division méiotique; ils entrent alors dans le stade dictyotène, stade quiescent situé entre la prophase et la métaphase. Ils resteront dans ce stade jusqu'à la puberté à cause d'un inhibiteur de la maturation ovocytaire (IMO) sécrété par les cellules folliculaires. Le nombre total d'ovocytes de premier ordre est estimé entre 700 000 et 2 000 000. La majorité dégénère pour atteindre un nombre de moins de 500 000  à la puberté, dont seulement 400 à 500 (environ) atteindront le stade tertiaire et l'ovulation.
On peut se demander si le stade prémétaphase nommé dictyotène est le meilleur moment pour prévenir des maladies telles que la monosomie ou trisomie. En effet, il n'est peut-être pas apte à protéger l'ovocyte contre tout facteur de l'environnement. La fréquence des anomalies augmente avec l'âage et cette division retardée rend la cellule vulnérable.

### À la puberté
À la puberté, 5 à 15 follicules primordiaux commencent leur maturation lors de chaque cycle ovarien, l'ovocyte de premier ordre (qui est encore au stade dictyotène) commence à augmenter en taille tandis que les cellules épithéliales qui l'entourent deviennent cubiques et se multiplient pour former un épithélium stratifié. Ce sont les cellules de la granulosa. On parle alors de follicule primaire.

## Follicule primaire
Les cellules de la granulosa reposent sur une membrane basale les séparant du stroma environnant, lequel constitue la thèque folliculaire. De plus, les cellules folliculaire et l'ovocyte sécrètent un dépôt de glycoprotéines qui recouvre la surface de l'ovocyte et forme la membrane pellucide. Tandis que la croissance folliculaire se poursuit, les cellules de la thèque folliculaire se différencient en deux couches :
- une couche externe faite de tissu conjonctif, riche en cellules de type fibroblaste
- une couche interne de cellules sécrétoires.

Les cellules folliculaires émettent des expansions digiformes qui traversent la zone pellucide et vont s'intriquer avec les microvillosités de la membrane plasmique de l'ovocyte, jouant un rôle d'interface.